# Pump Up the Volume
Pump Up the Volume (conocida en español como Rebelión en las ondas o Suban el volumen) es una película de 1990 escrita y dirigida por Allan Moyle y protagonizada por Christian Slater y Samantha Mathis.

## Argumento
Mark Hunter (Slater), un estudiante de secundaria quien vive en un tranquilo suburbio de Phoenix, Arizona, comienza una estación de radio pirata FM transmitiendo desde su dormitorio en la casa paterna. Mark es un solitario e introvertido, y el único desahogo a la angustia adolescente es su estación de radio no autorizada. El tema de la radio pirata es "Everybody Knows" de Leonard Cohen y algunos casetes de músicos alternativos como The Jesus and Mary Chain, Camper Van Beethoven, Primal Scream, Soundgarden, Ice-T, Bad Brains, Concrete Blonde, Henry Rollins, y The Pixies. 
Durante el día, Mark parece un solitario, apenas habla con la gente a su alrededor; de noche, él expresa sus puntos de vista acerca de lo que está mal con la sociedad estadounidense. Cuando empieza a comentar lo que está pasando en su escuela y en su comunidad, cada vez más estudiantes comienzan escuchar su programa. Nadie conoce la verdadera identidad de "Hard Harry" o "Happy Harry Hard-on", como Mark se refiere a sí mismo en sus trasmisiones clandestinas, hasta que Nora DiNiro (Mathis), una compañera de estudios, le sigue la pista y se le enfrenta un día después de que Harry intenta razonar con un estudiante llamado Malcolm respecto al suicidio. El programa de radio se vuelve cada vez más popular e influyente luego de que Harry se enfrenta al suicidio de frente, exhortando a sus oyentes a hacer algo acerca de sus problemas, en vez de rendirse a ellos. Durante el crescendo de su discurso, una estudiante sobresaliente llamada Paige Woodward, que es una auditora constante de su programa, coloca sus medallas y reconocimientos en el microondas, lo enciende y luego se sienta a ver como se cocinan los premios hasta que el horno de microondas explota, hiriéndola. Mientras esto sucede, otros estudiantes realizan actos de liberación catártica.
Finalmente, el programa de radio provoca tantos problemas en la comunidad que la Comisión federal de Comunicaciones (FCC por sus siglas en inglés) es llamada a investigar. Durante el disturbio, se revela que la directora de la escuela (Annie Ross) ha decidido expulsar a los "estudiantes problemáticos", es decir, los estudiantes con resultados por debajo de la media.
Al darse cuenta de que ha comenzado algo enorme, Mark decide que depende de él ponerle fin. Desmantela su estación de radio y con un jeep viejo de su madre, crea un transmisor móvil para que su posición no pueda ser triangulada. 
Perseguidos por la policía y la FCC, Nora conduce el jeep mientras Mark realiza sus transmisiones. Cuando el armonizador que utiliza para disfrazar su voz se estropea, y sin tiempo para arreglarlo, Mark decide transmitir su mensaje final como él mismo. Conduce hasta la multitud de estudiantes que están protestando y  les dice que el mundo es de ellos y que ellos deben hacer su propio futuro; antes de que la policía los detenga. Mientras pasa entre la multitud que se reúne en una amplia explanada para escucharlo,  Mark recuerda a los estudiantes "hablar duro", luego de lo cual su voz es acallada y son detenidos por la autoridad.
Cuando la película termina, las voces de otros estudiantes (e incluso uno de los maestros) son escuchadas mientras hablan como intros para sus propias estaciones independientes, las cuales son transmitidas en todo el país.

## Elenco
- Christian Slater como Mark Hunter.
- Samantha Mathis como Nora Diniro.
- Mimi Kennedy como Marla Hunter.
- Scott Paulin como Brian Hunter.
- Cheryl Pollak como Paige Woodward.
- Annie Ross como Loretta Creswood.
- Ahmet Zappa como Jaime.
- Billy Morrissette como Mazz Mazzilli.
- Seth Green como Joey.
- Robert Schenkkan como David Deaver.
- Ellen Greene como Jan Emerson.
- Andy Romano como Mr. Murdock
- Anthony Lucero como Malcolm Kaiser.
- Lala Sloatman como s Janie.
- James Hampton como Arthur Watts.